# Prionus lameerei
Prionus lameerei är en skalbaggsart som beskrevs av Semenov 1927. Prionus lameerei ingår i släktet Prionus och familjen långhorningar. Inga underarter finns listade i Catalogue of Life.